# Fuego blanco
Fuego blanco es una novela de Douglas Preston y Lincoln Child. Fue publicada en inglés por Grand Central Publishing y en España por Plaza y Janes. Con ella son 13 los libros protagonizados por Aloysius Pendergast.

## Argumento
Corrie Swanson, la protegida de Pendergast, a la que conocimos en Naturaleza muerta, esta ahora estudiando criminología en una prestigiosa academia y para hacer su tesis elige un antiguo caso: 1876, en un remoto campo minero llamado Roaring Fork, Colorado, varios mineros fueron muertos por un oso grizzly. Ahora Roaring Fork es un exclusivo destino turístico de invierno y su antiguo cementerio va a ser trasladado por motivos urbanísticos.
Corrie examina los restos de los mineros muertos, pero descubre algo inquietante y los líderes de la ciudad la encarcelan para que no siga investigando.
Pendergast acude en su ayuda justo cuando la ciudad sufre los ataques de un asesino pirómano que les está dejando sin turistas. Todo ello parece estar conectado y la solución del caso puede encontrarse en un manuscrito perdido de Sir Arthur Conan Doyle. 
Con la ciudad aislada por la nieve y la vida de Corrie en grave peligro, Pendergast deberá resolver el enigma antes de que todo arda en llamas.

## Recepción
los fans de Sherlock Holmes estarán encantados con la nueva novela del agente Pendergast, una de las mejores de la serie... Lee Child, Clive Cussler, Anne Rice, and Peter Straub la recomiendan. Agent: Eric Simonoff, WME. (Nov.)

—Review by Publishers Weekly